# Ibrahima Traoré
Ibrahima Traoré (* 21. dubna 1988, Villepinte, Francie) je guinejský fotbalový záložník a reprezentant, od roku 2014 hráč německého klubu Borussia Mönchengladbach.

## Klubová kariéra
- CA Paris-Charenton (mládež)
- Levallois SC (mládež)
- Levallois SC 2005–2006
- Hertha BSC 2006–2009
- FC Augsburg 2009–2011
- VfB Stuttgart 2011–2014
- Borussia Mönchengladbach 2014–

## Reprezentační kariéra
V reprezentačním A-mužstvu Guineje debutoval 11. srpna 2010 v přátelském zápase v jihofrancouzském Marignane proti Mali (výhra 2:0).